# Peeguu
Peeguu no es un personaje de la serie animada Meteoheroes producido por Meteo Expert Center, y apareció en el segundo episodio de la serie animada.